# Polyrhachis leonidas
Polyrhachis leonidas é uma espécie de formiga do gênero Polyrhachis, pertencente à subfamília Formicinae.